# بيتسي غراي
بيتسي غراي (بالإنجليزية: Betsy Gray)‏ (المُتوفاة في عام 1798) هي فلاحة أيرلندية اسكتلندية، من خارج جيرمان، بانجور في كو داون بأيرلندا قُتلت بسبب تمرد عام 1998 للشعب الإيرلندي. أصبحت بيتسي موضوع العديد من القصص الشعبية والقصائد المكتوبة منذ وقتها إلى يومنا هذا.
قاتلت بيتسي في معركة باليناهينش ضد جماعة صغار مالكي الأرض، وقُتلت أثناء التراجع مع شقيقها وعشيقها، بعد أن قُطعت يدها اليمنى قبل قطع رأسها.
تعتبر بيتسي غراي بطلة شعبية لكل من الموالين والجمهوريين في أولستر، على النحو الذي تميزت به الاحتفالات المئوية في عام 1898 حيث أقام السكان المحليين نصبًا لها.

## كأس بيتسي غراي
يُمنح اليوم كأس بيتسي غراي من قبل رابطة الرياضيين الغيلية في ذكراها في أولستر.

## بيتسي غراي في القصص الخيالية
ظهرت بيتسي غراي في رواية شبه تاريخية بقلم ويسلي جرينهيل ليتل، مالك إحدى الصحف المحلية "نورث داون هيرالد"، وفي رواية تاريخية أطلق عليها رجل النجوم The Star Man لصاحبها كونور أوكلري، والتي نشرتها دار سومرفيل للنشر في عام 2016.